# Saroléa

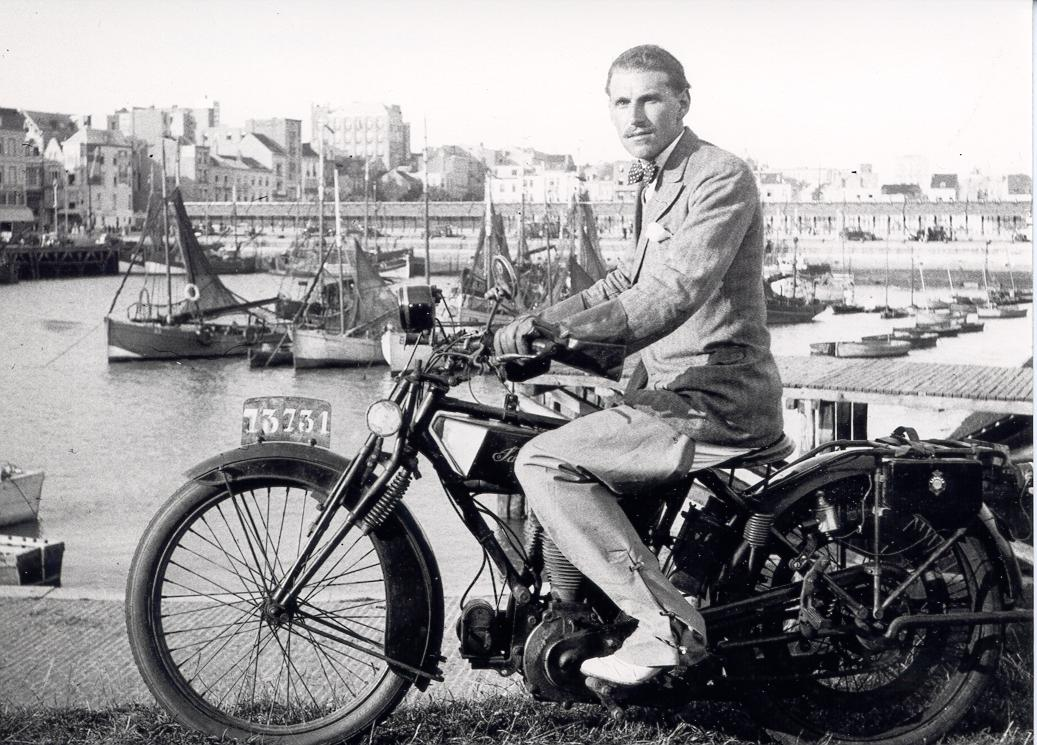
El arquitecto Léon van Dievoet en su Saroléa, Blankenberge, 16 de julio de 1934

Saroléa fue un fabricante belga de motocicletas, y uno de los primeros productores de motocicletas en el mundo. Fue fundada en 1850 por Joseph Saroléa como una fábrica de armas. En 1892 comenzó a producir también bicicletas.
Joseph murió en 1894 y bajo la administración de sus hijos la compañía comenzó a crecer. En la década de 1920, la empresa participó exitosamente en competencias de larga distancia, de confiabilidad y de montaña. a partir de 1927 fabrican sus propias cajas de cambios y a principios de 1929, la planta se amplía hasta cubrir cerca de 6000m². Casi todos los componentes eran fabricados en la planta ahora y la producción creció hasta 50 unidades por día. Más tarde, en 1929, un nuevo centro de producción de última tecnología llevó la capacidad de producción a 75 máquinas por día.
En los primeros años del siglo las Saroléas eran vendidas en Gran Bretaña con la marca Kerry. Se fabricaron motores monocilíndricos y bicilíndricos en V, suministrando motores a varias firmas en diversos países. En su momento, Saroléa utilizó varios componentes británicos como cajas de cambios Sturmey-Archer y carburadores AMAL.
Saroléa estaba lista para la nueva década, pero la nueva década también trajo una crisis financiera. Esto forzó a la compañía a expandir su rango de modelos con modelos más baratos. El primero de los motores de dos tiempos fue realizado en 1932. El nuevo diseño de Saroléa tenía 147 cm³. La horquilla delantera estaba construida de chapa estampada de acero y la ignición era por bobina y batería. El sistema eléctrico era de Bosch.
Durante la Segunda Guerra Mundial la fábrica fue cerrada por los alemanes, y muy pocas motos fueron construidas durante la ocupación de Bélgica.
En 1952, el corredor belga, Victor Leloup, llevó una Saroléa a la victoria en el primer Campeonato Europeo de Motocross de la F.I.M..
En 1955 Saroléa inició una alianza comercial con FN y Gillet Herstal. esta alianza duró hasta 1960, cuando Saroléa se fusionó con Gillet. Saroléa dejó de existir en 1963.